# Przyczajeni
Przyczajeni (ang. Layin' Low) – amerykańska komedia w reżyserii  Danny’ego Leinera.

## Fabuła
Punktem początkowym „Layin 'Low” jest napad narkotykowy. Życie nie wygląda zbyt różowo dla Jerry’ego Mucklera, ma 33 lata, wciąż mieszka w domu z rodzicami,. Jego najlepszy przyjaciel, Christy, nie radzi sobie z dużo lepszym hazardem i stara się strzelić gola jednym oszałamiającym oszustwem. Pewnej nocy Jerry zgadza się pomóc Patty w przeprowadzce, a po drodze do pracy potyka się w strzelaninie mafijnej. Jerry jakoś ląduje za kierownicą furgonetki, a Patty krwawi na śmierć tuż obok niego i podejrzaną torbę siedzącą na siedzeniu. Kiedy Jerry odkrywa, że torbę zawiera mnóstwo drogich narkotyków, zdaje sobie sprawę, że musi się ukryć. Christy przekonuje go, by został ze swoją starą ciocią Rose, która regularnie ucieka przed swoim nowym gościem domowym podczas trudnych gier w remika. Kuzynka Christy, Angie, pojawia się pewnego dnia u cioci Rose i chce wyrzucić Jerry’ego na ulicę. Ale wkrótce dogadują się, zapoczątkowując nieoczekiwany romans między tym facetem z Brooklynu, a lektorem cytatu Kanta. Jeszcze bardziej zaskakujący romans rozkwita z Christy wściekający Manuelę, hiszpańską studentkę z wymiany mieszkającą w domu Mucklera. W międzyczasie gangsterzy i gliniarze również podążają tropem Jerry’ego i, jakby to nie wystarczyło kłopotów, Christy planuje użyć skrytki Jerry’ego do własnych celów.

## Obsada
- Jeremy Piven jako Jerry
- Louise Lasser jako Mrs. Muckler
- Edie Falco jako Angie
- Frank John Hughes jako Christy
- Alanna Ubach jako Manuela
- Paul Sand jako Augie
- Lenny Venito jako Vince
- Paul Schulze jako Patty
- Lou Ferguson jako Aubrey
- Arthur Halpern jako Student filozofii
- Marilyn Dobrin jako Lorraine
- T. Scott Lilly jako OTB Guy
- Samantha Tuffarelli jako Młoda Dziewczyna

i inni